# Nejapa-Miraflores
Le Nejapa-Miraflores est un système de fissures volcaniques du Nicaragua.